# Ильменьское поозерье
Ильменьское поозе́рье — историческая местность в окрестностях Великого Новгорода. Находится на северо-западном берегу озера Ильмень, простирается от Перыни до устья реки Веряжи, территориально принадлежит Новгородскому району Новгородской области России.

## История
Территория современного ильменьского Поозерья была заселена около 5—6 тысячелетий назад.
Древнейшие археологические находки в западном Приильменье относятся к IV—III тысячелетию до нашей эры (эпоха неолита). В ходе раскопок были найдены поселения древних людей, а также сопутствующие предметы быта — каменные наконечники стрел, гарпуны, костяные проколки, скребки и др. Во втором тысячелетии до н. э., вместе с новыми группами переселенцев в Приильменье приходит скотоводство — появляются первые металлические изделия. В ходе археологических изысканий множество древних поселений было открыто на берегах реки Прость, Веряжа, у современных поозёрских деревень Васильевское, Еруново и др. Селище на реке Прость было самым крупным (10 га) неукреплённым поселением раннего средневековья в Приильменье и, возможно, являлось центром словен Ильменского Поозерья. К IX—X векам славянское население уже плотно освоило Поозерье. Здесь, помимо погребальных курганов-сопок, находилось два городища: Георгий и Сергов Городок. Предполагается, что Сергов Городок выполнял функции своеобразной крепости для защиты Веряжи от проникновения со стороны Ильменя. Сходные городища с мощными кольцевыми валами на низких местах, мысах или островах хорошо известны у западных славян.

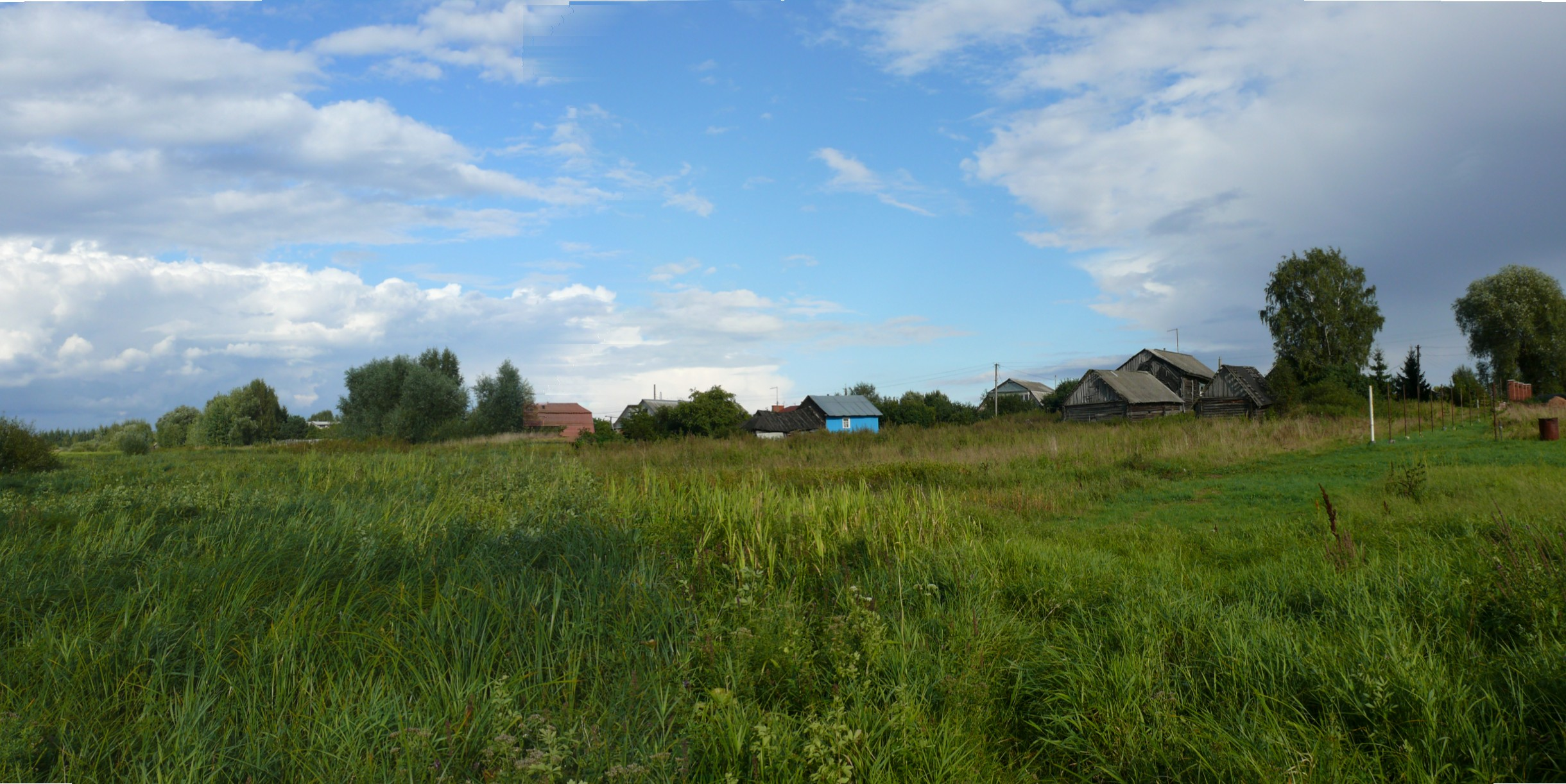
Вид от Веряжи на деревню Георгий

До прихода на эту территорию славян в Ильменской округе доминировали финно-угорские племена (меря, чудь). Само слово «Поозерье» встречается в 1478 году во второй Новгородской летописи. В ней сообщается, о том, как «прииде князь велики Иван Васильевич к Новгороду ратью и стояли на Паозери у Троицы».
Через Поозерье от Новгорода в Псковскую землю в древности проходил так называемый «Русский путь». О нём сказано в грамоте Всеволода Мстиславовича в 1134 году.
Самое раннее упоминание сельского поселения в Новгородских летописях касается позёрской деревни Старое Ракомо. Это одна из древнейших деревень, летописные сведения о которой датируются 1015 годом. Кроме Старого Ракомо практически все современные деревни Поозерья отмечены в древних исторических документах XV века.

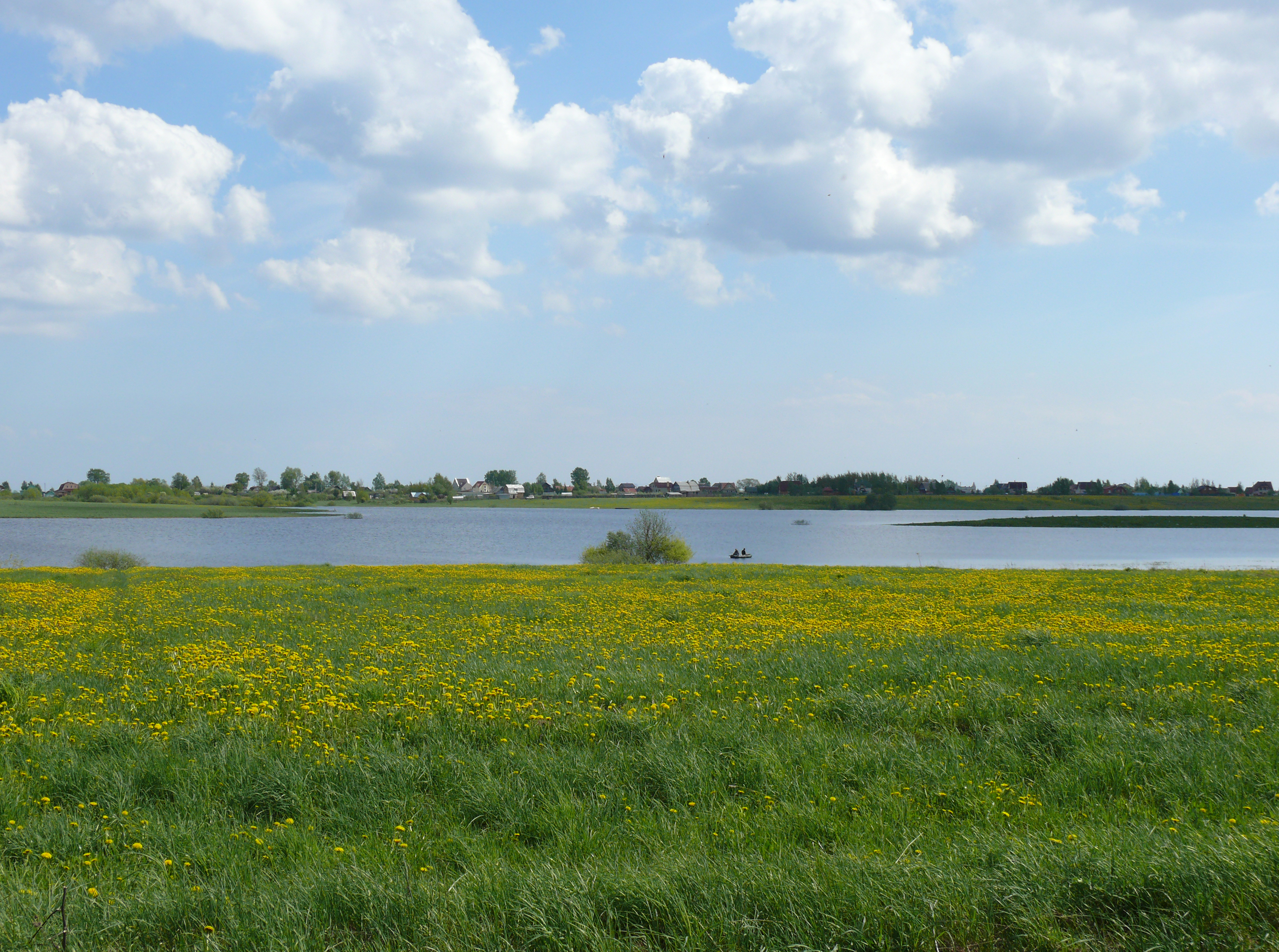
Вид на речку Ракомку и деревню Троицу за ней

Согласно писцовым книгам 1498—1501 гг. в западном Приильменье в то время существовало пять погостов: Курицкий, Лукинский, Васильевский, Лазаревский и Пискупицкий. На их территории находилось 116 поселений, состоящих из 406 дворов. В начале XX века здесь стояло уже более 60 деревень и проживало свыше 10 000 человек. В настоящее время в Поозерье насчитывается около сорока сёл и деревень.
Наиболее крупные из них:
- Ильмень
- Старое Ракомо
- Курицко
- Горные Морины
- Новое Ракомо
- Хотяж
- Песчаное
- Моисеевичи

## Памятники архитектуры

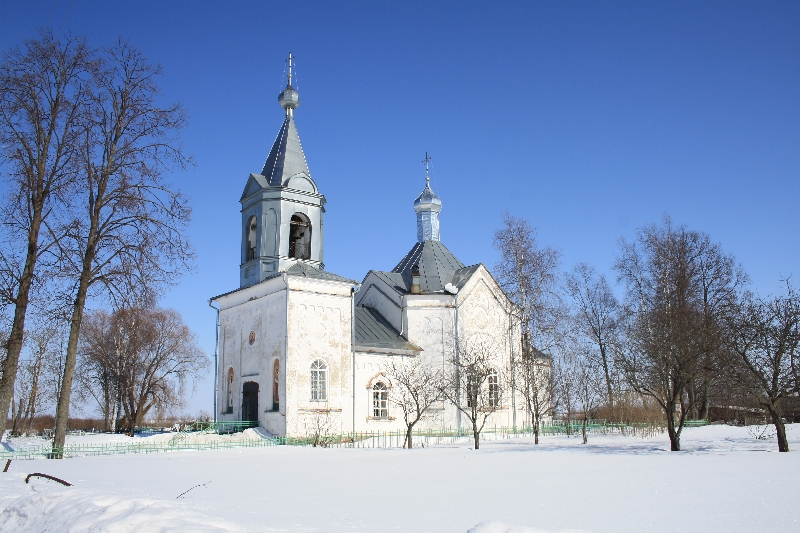
Церковь Василия Великого в селе Васильевском

На территории западного Приильменья сохранились следующие архитектурные памятники:
- языческое святилище в Перыни и архитектурный ансамбль Перынского скита с церковью Рождества Богородицы XIII века (см. фото)
- церковь в деревне Старое Ракомо постройки около 1860 года (см. фото)
- деревянная церковь Успения (1595). До 1965 года находилась в деревне Курицко[8](см. фото)
- церковь спаса Преображения в селе Песчаное (в прошлом Спас-Пископицы) (см. фото)
- деревянная ветряная мельница постройки 1924 года в деревне Завал. Автор постройки — местный житель крестьянин Михаил Павлов с сыном Иваном (см. фото)
- церковь Лазаря 1811 года в деревне Сергово (в прошлом Ямок) (см. фото)
- церковь Василия Великого с колокольней 1871 года в селе Васильевское[9]
- ансамбль Клопского монастыря (на правом берегу Веряжи) (см. фото)